# 東郷町立春木台小学校
東郷町立春木台小学校（とうごうちょうりつ はるきだいしょうがっこう）は、愛知県愛知郡東郷町にある公立小学校。

## 概要
- 校区は春木（下鏡田（一部）、柏屋本、折橋（一部）、中ノ杁（一部）、喜之右エ門新田、山畑、山崎の一部、姥ケ根、池田、藪下、新渕、追分、下高地、前田、上池田、屋敷、狐塚、道下、仲田、上正葉廻間、新池、小坂、清水ケ根、南天神、蛭池、下正葉廻間、坂上、下池田、下川原、西前、四ツ塚、太子、上川原、起内、大下、畑尻、南切山、北切山、甚太池下）、春木台1-5丁目であり、公立中学校に進学する場合は東郷町立春木中学校に進学する[1]。

## 沿革
- 1971年（昭和46年）4月1日 - 東郷小学校内に南部分校（仮称）を設置する。
- 1972年（昭和47年）
  - 4月1日 - 東郷町立春木台小学校として、東郷小学校から分離する。
  - 4月3日 - 開校式を行う。
  - 7月22日 - プールが完成する。
- 1975年（昭和50年）4月1日 - 東郷町立音貝小学校を分離する。
- 1976年（昭和51年）2月1日 - 体育館が完成する。
- 1980年（昭和55年）
  - 1月18日 - プールを改築する。
  - 12月22日 - 北校舎が完成する。

## 交通アクセス
- 名鉄バス祐福寺線「清水ヶ根口前」バス停より徒歩約10分。

名鉄名古屋本線前後駅より「赤池駅」行。
名鉄豊田線・名古屋市営地下鉄鶴舞線赤池駅より「前後駅」行。
- じゅんかい君南北コース「春木台小学校前」バス停より徒歩すぐ。南北コース・西コース「春木台3丁目」バス停より徒歩約3分。

## 周辺施設
- 愛知県立東郷高等学校
- 東郷町立春木中学校
- 東郷町立兵庫小学校
- 東郷町立音貝小学校
- パイロットインキ東郷工場
- 若王子池